# Гольдін Павло Євгенович
Павло Євгенович Гольдін (нар. 4 грудня 1978) — український зоолог, палеонтолог, еколог і поет, фахівець з сучасних і викопних морських ссавців, професор (2023), доктор біологічних наук (2021), провідний науковий співробітник відділу еволюційної морфології Інституту зоології імені І. І. Шмальгаузена НАН України. Автор понад 90 наукових праць, більшість з яких опублікована у провідних міжнародних виданнях, зокрема таких, як «Nature Communications», «Current Biology», «Biological Journal of the Linnean Society», «Journal of Paleontology» тощо, а також трьох поетичних збірок (2006, 2009, 2012). Описав 4 нових для науки види і декілька надвидових таксонів викопних вимерлих китів.
Станом на 2024 рік має одні з найвищих наукометричних показників серед зоологів і палеонтологів України: індекс Гірша 14 у Scopus (566 цитувань, 52 документи) і 17 у Google Scholar (1013 цитувань).

## Життєпис
Протягом 1995—2000 років навчався на кафедрі зоології Таврійського університету (Крим), у 2000—2003 роках навчався в аспірантурі там само і згодом працював на цій же кафедрі. 2006 року захистив кандидатську дисертацію на тему «Постембріональний ріст морської свині Phocoena phocoena relicta Abel, 1905 в Азовському та Чорному морях» (науковий керівник М. В. Юрахно). У 2013 році здобув звання доцента. У 2014 році залишив Крим і переїхав до Києва, де відтоді працює в Інституті зоології імені І. І. Шмальгаузена НАН України. Захистив докторську дисертацію 6 квітня 2021 року на тему «Гетерохронії в еволюції китоподібних» (спеціальність — зоологія, науковий консультант І. І. Дзеверін) і отримав відповідний ступінь 29 червня того ж року. У серпні 2023 року отримав звання професора.

## Тематика досліджень
З початку кар'єри більшість праць П. Гольдіна присвячена вивченню різноманітних аспектів біології морської свині та в меншій мірі афаліни Чорного та Азовського морів. З 2012 року значна частина праць дослідника присвячена також вивченню викопних китоподібних з Криму та інших регіонів.

## Висвітлення діяльності у ЗМІ
Багаторазово давав інтерв'ю та експертні коментарі різноманітним ЗМІ, переважно щодо морських ссавців Криму і екологічного стану морських і прибережних районів півострова, зокрема щодо негативних наслідків будівництва Керченського мосту. Читав науково-популярні лекції про китів і дельфінів у передачі «Суспільний університет» на телеканалі «UA: Перший».

## Керівництво дисертаційними роботами
Під керівництвом Павла Гольдіна захищено 4 дисертації на здобуття ступеня кандидата наук (доктора філософії):
- Вишнякова Каріна Олександрівна — «Морська свиня (Phocoena phocoena) в Азовському морі і північносхідній частині Чорного моря: популяційна морфологія і демографія», 2017
- Гладіліна Олена Вікторівна — «Афаліна (Tursiops truncatus) в акваторії північної частини Чорного моря: біологія та популяційна структура», 2018
- Давиденко Світозар Владиславович — «Морфологічні адаптації китів-археоцетів при переході від напівводного до водного способу життя», 2022
- Іванчикова Юлія Федорівна — «Harbour porpoise Phocoena phocoena relicta in the Black Sea: spatiotemporal activity patterns, habitat use, conservation», 2024

## Деякі найважливіші наукові праці
- Gol'din, P. E. 2004. Growth and body size of the harbor porpoise Phocoena phocoena (Cetacea, Phocoenidae) in the the Sea of Azov and the Black Sea [Архівовано 10 березня 2022 у Wayback Machine.]. Vestnik Zoologii. 38(4): 59-73.
- Gol'din, P. E. 2005. Body proportions of harbor porpoise Phocoena phocoena (Cetacea, Phocoenidae) in the Sea of Azov and the Black Sea [Архівовано 12 березня 2022 у Wayback Machine.]. Vestnik Zoologii. 9(5): 59–65.
- Gol'din, P. E. 2007. Growth, proportions and variation of the skull of harbor porpoises (Phocoena phocoena) from the Sea of Azov. Journal of the Marine Biological Association of the United Kingdom[en]. 87: 271—292.
- Gol'din, P. E. 2011. Case of cephalic presentation of foetus in a harbor porpoise Phocoena phocoena (Cetacea, Phocoenidae), with notes on other aquatic mammals [Архівовано 3 квітня 2018 у Wayback Machine.]. Vestnik Zoologii. 45(5): 473—477.
- Galatius, A., Gol'din, P. E. 2011. Geographic variation of skeletal ontogeny and skull shape in the harbor porpoise (Phocoena phocoena). Canadian Journal of Zoology[en] 89(9): 869—879.
- Gol'din, P., and Zvonok, E. 2013. Basilotritus uheni, a new cetacean (Cetacea, Basilosauridae) from the Late Middle Eocene of Eastern Europe. Journal of Paleontology. 87(2): 254—268.
- Gol'din, P.E. and Vishnyakova, K.A. 2013. Africanacetus from the sub-Antarctic region: the southernmost record of fossil beaked whales [Архівовано 23 лютого 2017 у Wayback Machine.]. Acta Palaeontologica Polonica 58(3): 445—452.
- Gol'din, P. E., Marareskul, V. A. 2013. Miocene Toothed Whales (Cetacea, Odontoceti) from the Dniester Valley: The First Record of Miocene Sperm Whales (Physeteroidea) from the Eastern Europe [Архівовано 27 липня 2018 у Wayback Machine.]. Vestnik Zoologii. 47(5): 409—414.
- Gol'din, P., Zvonok, E., Rekovets, L., Kovalchuk, A., Krakhmalnaya, T. 2014. Basilotritus (Cetacea: Pelagiceti) from the Eocene of Nagornoye (Ukraine): New data on anatomy, ontogeny and feeding of early basilosaurids. Comptes Rendus Palevol[en]. 13(4): 267—276.
- Gol'din, P., Startsev, D. 2014. Brandtocetus, a new genus of baleen whales (Cetacea, Cetotheriidae) from the late Miocene of Crimea, Ukraine // Journal of Vertebrate Paleontology[en]. 34(2):419–433.
- Gladilina E. V., Gol'din P. E. 2014. New Prey Fishes in Diet of Black Sea Bottlenose Dolphins Tursiops truncatus (Mammalia, Cetacea). Vestnik Zoologii. 48(1): 83–92.
- Gol'din, P. 2014. Naming an innominate: pelvis and hindlimbs of Miocene whales give an insight into evolution and homology of cetacean pelvic girdle. Evolutionary Biology. 41(3): 473—479.
- Gol'din, P. 2014. 'Antlers inside': Are the skull structures of beaked whales (Cetacea: Ziphiidae) used for echoic imaging and visual display?. Biological Journal of the Linnean Society. 113: 510—515.
- Gol'din, P., Startsev D., Krakhmalnaya, T. 2014. The anatomy of the Late Miocene baleen whale Cetotherium riabinini from Ukraine. Acta Palaeontologica Polonica. 59 (4): 795—814.
- Vishnyakova, K., Gol'din, P. 2015. Cetacean stranding rate correlates with fish stock dynamics: Research of harbour porpoises in the Sea of Azov. Marine Biology[en]. 162: 359—366.
- Gol'din, P., Gladilina, E. 2015. Small dolphins in a small sea: Age, growth and aspects of life history of the Black Sea common bottlenose dolphins (Tursiops truncatus). Aquatic Biology. 23: 159—166.
- Goldin, P. E., Vishnyakova, K. A. 2015. Differences in skull size of harbour porpoises, Phocoena phocoena (Cetacea), in the Sea of Azov and the Black Sea: evidence for different morphotypes and populations. Vestnik Zoologii. 49(2): 171—180.
- Gol'din, P., Steeman, M. E. 2015. From problem taxa to problem solver: A new Miocene family, Tranatocetidae, brings perspective on baleen whale evolution. PLOS One. 10(9): e0135500.
- Gladilina, E. V., Gol'din, P. E. 2016. Abundance and summer distribution of a local stock of Black Sea bottlenose dolphins, Tursiops truncatus (Cetacea, Delphinidae), in coastal waters near Sudak. Vestnik Zoologii. 50: 49–56.
- Gol'din, P., Vishnyakova, K. 2016. Habitat shapes skull profile of small cetaceans: evidence from geographical variation in Black Sea harbour porpoises (Phocoena phocoena relicta). Zoomorphology. 135(3), 387—393.
- Gol'din, P., Startsev, D. 2016. A systematic review of cetothere baleen whales (Cetacea, Cetotheriidae) from the Late Miocene of Crimea and Caucasus, with a new genus. Papers in Palaeontology. 3(1): 49-68.
- Biard, V., Gol'din, P., Gladilina, E., Vishnyakova, K., McGrath, K., Vieira, F.G., Wales, N., Fontaine, M.C., Speller, C. and Olsen, M.T., 2017. Genomic and proteomic identification of Late Holocene remains: Setting baselines for Black Sea odontocetes. Journal of Archaeological Science: Reports. 15: 262—271.
- Gol'din, P. 2018. New Paratethyan dwarf baleen whales mark the origin of cetotheres [Архівовано 16 жовтня 2018 у Wayback Machine.]. PeerJ. 6: e5800.
- Davydenko, S., Shevchenko, T., Ryabokon, T., Tretiakov, R., Gol'din, P., 2021. A giant Eocene whale from Ukraine uncovers early cetacean adaptations to the fully aquatic life. Evolutionary Biology. 48: 67—80.
- Dewaele, L., Gol'din, P., … de Buffrénil, V., 2022. Hypersalinity drives convergent bone mass increases in Miocene marine mammals from the Paratethys [Архівовано 14 травня 2022 у Wayback Machine.]. Current Biology. 132 (1): 248—255.
- Yu, H., … Gol'din, P., … Orton, D., 2022. Palaeogenomic analysis of black rat (Rattus rattus) reveals multiple European introductions associated with human economic history [Архівовано 14 травня 2022 у Wayback Machine.]. Nature Communications. 13 (2399): 1—13.
- Telizhenko, V., Kosiol, C., McGowen, M. R., Gol'din, P. 2024. Relaxed selection in evolution of genes regulating limb development gives clue to variation in forelimb morphology of cetaceans and other mammals. Proceedings of the Royal Society B. 291 (2032): 1–12.
- Ivanchikova, J., Tregenza, N., ... Gol'din, P. 2024. Seasonal and diel patterns in Black Sea harbour porpoise acoustic activity in 2020–2022. Ecology and Evolution. 14 (10), e70182: 1–14.
- Telizhenko, V., Gol'din, P. 2025. Evolution of accessory bones in cetacean skull coupled with decreasing rate of ossification of cranial sutures. Scientific Reports. 15 (10268): 1–12.

## Науково-популярні публікації
- Гольдін, П. Є. 2016. Підземні кити України // Вісник Національної академії наук України. 10: 51-59.

## Описані таксони

### Види
- Basilotritus uheni Gol'din & Zvonok, 2013 — викопний кит з середнього еоцену Східної Європи, типовий вид роду Basilotritus.
- Brandtocetus chongulek Gol'din & Startsev, 2014 — викопний кит з пізнього міоцену Криму, типовий вид роду Brandtocetus.
- Mithridatocetus eichwaldi Gol'din & Startsev, 2016 — викопний кит з пізнього міоцену Криму, типовий вид роду Mithridatocetus.
- Ciuciuela davidi Gol'din, 2018 — викопний кит з середнього міоцену Молдови, типовий вид роду Ciuciulea.

### Роди
- Basilotritus Gol'din & Zvonok, 2013
- Brandtocetus Gol'din & Startsev, 2014
- Tranatocetus Gol'din & Steeman, 2015
- Mithridatocetus Gol'din & Startsev, 2016
- Ciuciulea Gol'din, 2018

### Родини
- Tranatocetidae Gol'din & Steeman, 2015

## Поетичні збірки
- Гольдин П. Ушастых золушек стая [Архівовано 14 вересня 2017 у Wayback Machine.]. — Москва: АРГО-РИСК; Тверь: KOLONNA Publications, 2006. — 64 с. (рос.)
- Гольдин П. Хорошая лодка не нуждается в голове и лапах. — Москва: Новое литературное обозрение, 2009. — 128 с. (рос.)
- Гольдин П. Чонгулек. Сонеты и песни. Тексты, написанные без ведома автора [Архівовано 5 вересня 2017 у Wayback Machine.]. — Москва: Книжное обозрение (АРГО-РИСК), 2012. — 48 с. (рос.)